# Трейсі Поллан
Трейсі Поллан (англ. Tracy Pollan; 22 червня 1960) — американська акторка кіно, телебачення та театру.

## Життєпис
Народилася 22 червня 1960 на Лонг-Айленді, Нью-Йорк. Батько — Стівен Майкл Поллан, фінансовий консультант і письменник, мати — Корінн Елейн Коркі, редакторка журналу. У неї дві сестри і брат. Навчалася в школі Dalton School в Мангеттені. Вивчала акторську майстерність в студії Герберта Бергофа, а потім в Інституті Лі Страсберга.

## Кар'єра
З 1985 по 1987 рік знімалася разом з Майклом Джеєм Фоксом у ситкомі «Сімейні узи». Після успіху в серіалі знялася в кількох кінофільмах: «Далекі мрії» (1987) і «Яскраві вогні, велике місто» (1988), «Чужа серед нас» (1992). 
У 2000 році була номінована на премію «Еммі» за роль в телесеріалі «Закон і порядок: Спеціальний корпус».

## Особисте життя

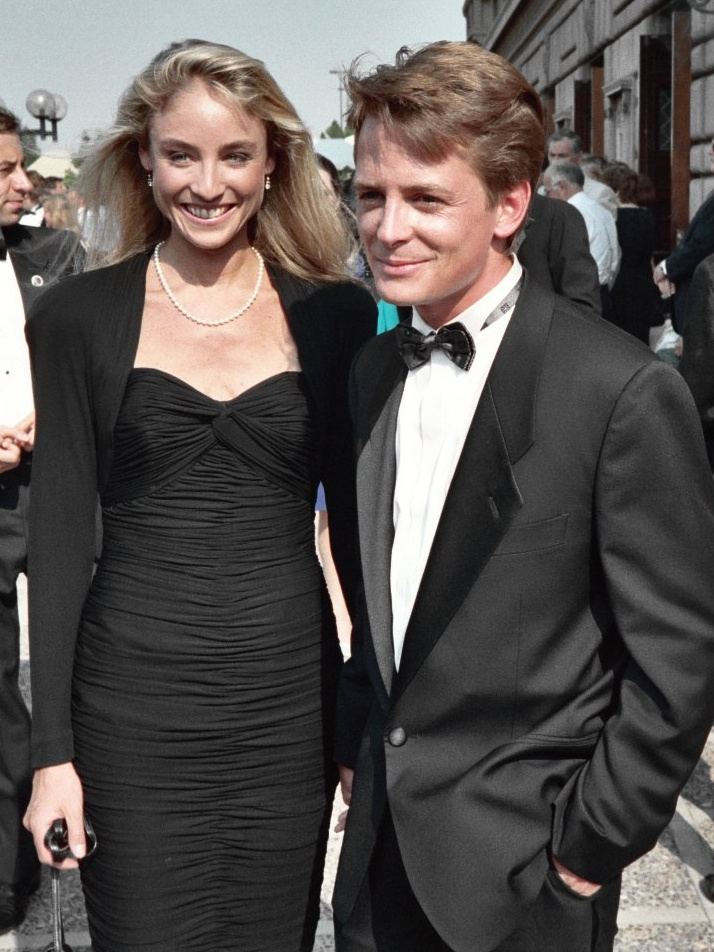
Трейсі Поллан і Майкл Джей Фокс

Пошлюбила Майкла Джей Фокса 16 липня 1988 року, у них четверо дітей: Сем Майкл (30 травня 1989), близнюки Аквіна Кетлін і Скайлер Френсіс (15 лютого 1995) і Есме Аннабель (3 листопада 2001).

## Фільмографія
| Рік  |   | Українська назва                    | Оригінальна назва                 | Роль                          |
| ---- | - | ----------------------------------- | --------------------------------- | ----------------------------- |
| 2013 | с | Шоу Майкла Джей Фокса               | The Michael J. Fox Show           | Келлі                         |
| 2010 | с | Закон і порядок: Злочинні наміри    | Law & Order: Criminal Intent      | Патрісія Карузо               |
| 2009 | с | Медіум                              | Medium                            | Кейтлін Лінч                  |
| 2000 | с | Закон і порядок: Спеціальний корпус | Law & Order: Special Victims Unit | Гарпер Андерсон               |
| 1992 | ф | Чужа серед нас                      | A Stranger Among Us               | Мара                          |
| 1990 | ф | Все найкраще                        | Fine Things                       | Елізабет Кетлін «Ліз» О'Рейлі |
| 1988 | ф | Яскраві вогні, велике місто         | Bright Lights, Big City           |                               |
| 1983 | ф | Крихітко, це ти                     | Baby It's You                     |                               |